# Žižkovo Pole
Žižkovo Pole (do roku 1921 Šenfeld, německy Zischkafeld, Schönfeld (1384)) je obec v okrese Havlíčkův Brod v kraji Vysočina, 4 km severně od Přibyslavi. Žije zde 397 obyvatel.

## Historie
První písemná zmínka o obci pochází z roku 1303. Vesnice je horáckého typu, je rozdělena na dvě návsi. Ve středu obou návsí je potok. Obec se vyznačovala důlní činností[zdroj⁠?!].
Ve vojenském ležení zde 11. října 1424 zemřel husitský vojevůdce Jan Žižka. V roce 1502 daroval Hynek Brožek z Kunštátu obci odúmrť. V roce 1596 se stal vlastníkem vsi Hertvík Žejdlic ze Šenfeldu. Utrakvista Hertvík Žejdlic ze Šenfeldu se v letech 1618–1620 zúčastnil stavovského povstání proti Habsburkům. Za to byl odsouzen a jeho majetek zkonfiskován. V této době se stala obec majetkem královské komory, od níž ji získal rod Dietrichštejnů.
Obec se původně jmenovala Šenfeld (Krásné Pole) a v červnu 1919 dal řídící učitel Jindřich Bačovský podnět k přejmenování na Žižkovo Pole. Tento název byl výnosem ministerstva vnitra 10. prosince 1921 přijat.
Ve 20. století se rozvíjelo především stavebnictví. Na počátku 20. století byl postaven Družstevní lihovar (ke zpracování brambor) (1913–1967), dále tírna lnu (1911–1952). V roce 1953 bylo založeno Jednotné zemědělské družstvo, do kterého vstoupili všichni rolníci a sedláci, od roku 1960 do 1974 pak další obce, a to: Modlíkov, Samotín, Macourov a Dobrá. V roce 1992 přišla transformace a zemědělci z Modlíkova a Dobré se oddělili.

## Obyvatelstvo
| Rok            | 1869 | 1880 | 1890 | 1900 | 1910 | 1921 | 1930 | 1950 | 1961 | 1970 | 1980 | 1991 | 2001 | 2006 | 2014 |
| Počet obyvatel | 712  | 783  | 712  | 696  | 720  | 735  | 634  | 569  | 496  | 453  | 405  | 368  | 357  | 343  | 362  |

## Školství
- Mateřská škola Žižkovo Pole

## Pamětihodnosti

### Žižkova mohyla
Mohyla se nachází jižně od obce u silnice do Přibyslavi. Podle tradice poblíž tohoto místa 11. října 1424 zemřel v náručí Michala Koudele z Žitenic Jan Žižka. Na místě Žižkova úmrtí dle pověsti vyrostl bezový keř. Pozemek pro 10 m vysokou mohylu zakoupil v roce 1862 Julius Grégr a věnoval jej pražské jednotě Sokol. V roce 1869 podal člen pražského sokola a přibyslavský rodák Jan Otto v Národních Listech návrh, aby zde byla vybudována kamenná mohyla. Mohylu postavil havlíčkobrodský stavitel Josef Šupich (1842–1923), žák Josefa Zítka, podle projektu Antonína Wiehla a byla odhalena 20. září 1874. Slavnostní odhalení u příležitosti 450. výročí Žižkova úmrtí organizoval František Ladislav Rieger a zúčastnilo se ho kolem 20 000 lidí.
Mohyla se skládá se ze čtyř částí:
1. pravidelný čtyřboký hranol z kamenných kvádrů – věnovali vlastenci z Čech i ciziny
2. kamenný válec, na němž jsou uvedeny názvy vítězných bitev (Praha 1420, Plzeň 1420, Sudoměř 1420, Vodňany 1420, Benešov 1420, Vožice 1420, Žižkov 1420, Kutná Hora a Německý Brod 1422, Hořice 1422, Malešov 1424, Přibyslav 1422)[11]
3. kamenný kužel se zaobleným hrotem
4. kamenný kalich, který je symbolem českého husitství.

V roce 1916 byla Žižkova mohyla i s celým přilehlým okolím darována Sokolu v Přibyslavi, později se stala majetkem Města Přibyslav.

### Další pamětihodnosti
- Kostel svatého Michala ze 14. století. Koncem 17. století byl začleněn Přibyslavské farnosti.
- Pomník obětem 1. světové války
- Několik kamenných křížů v obci a okolí
- Dům čp. 24

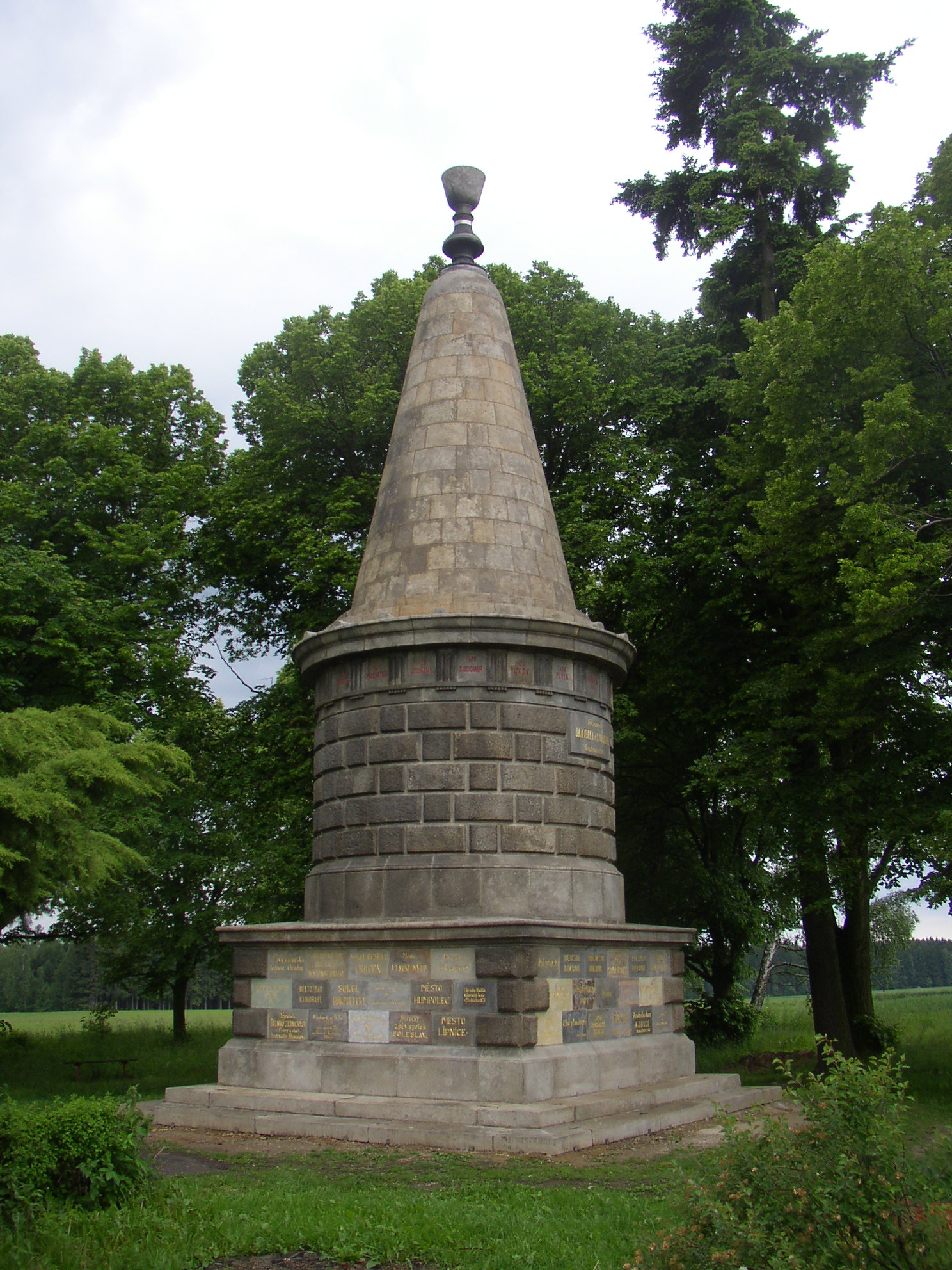
Žižkova mohyla
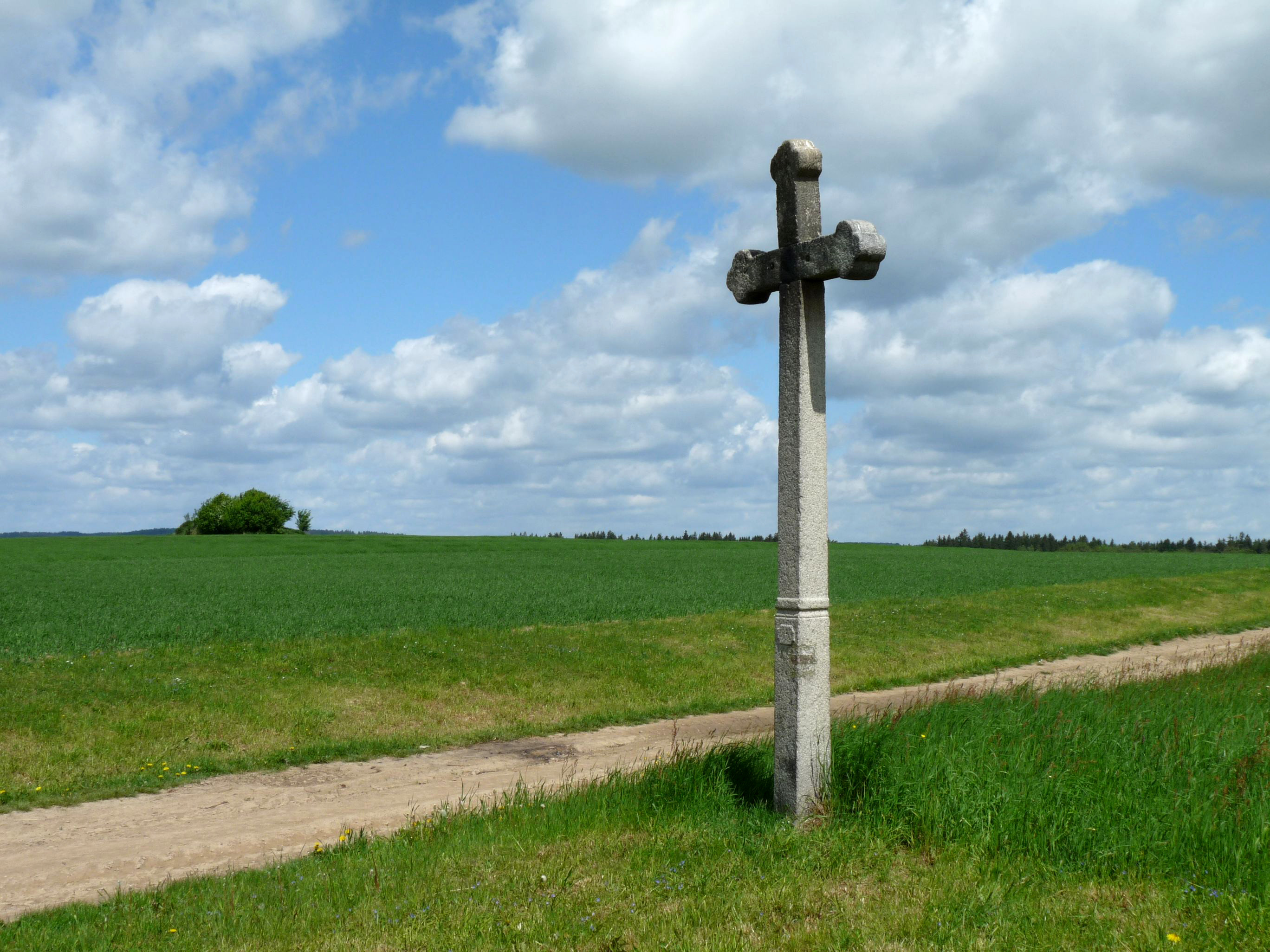
Kříž u Žižkovy mohyly
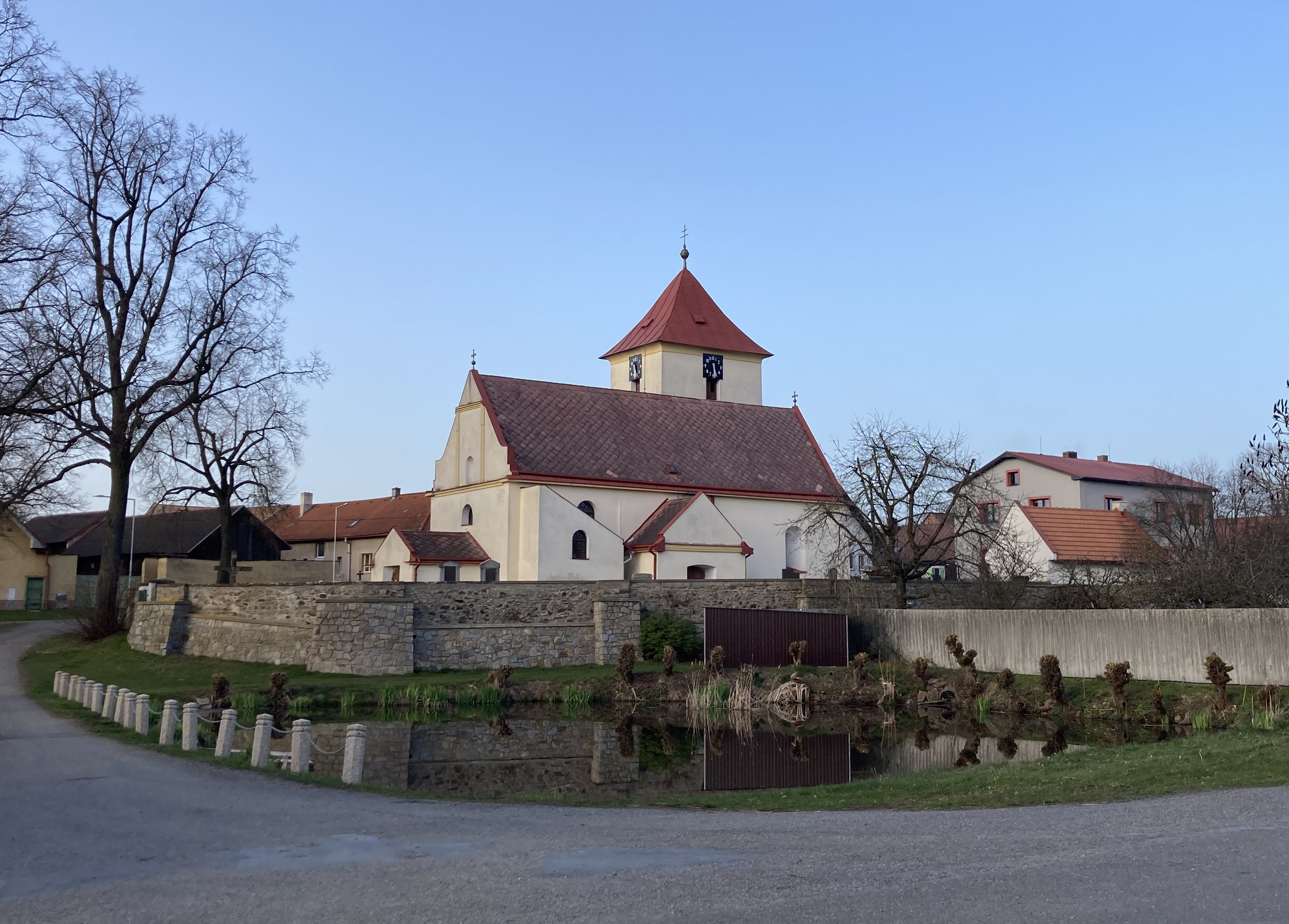
Kostel svatého Michala
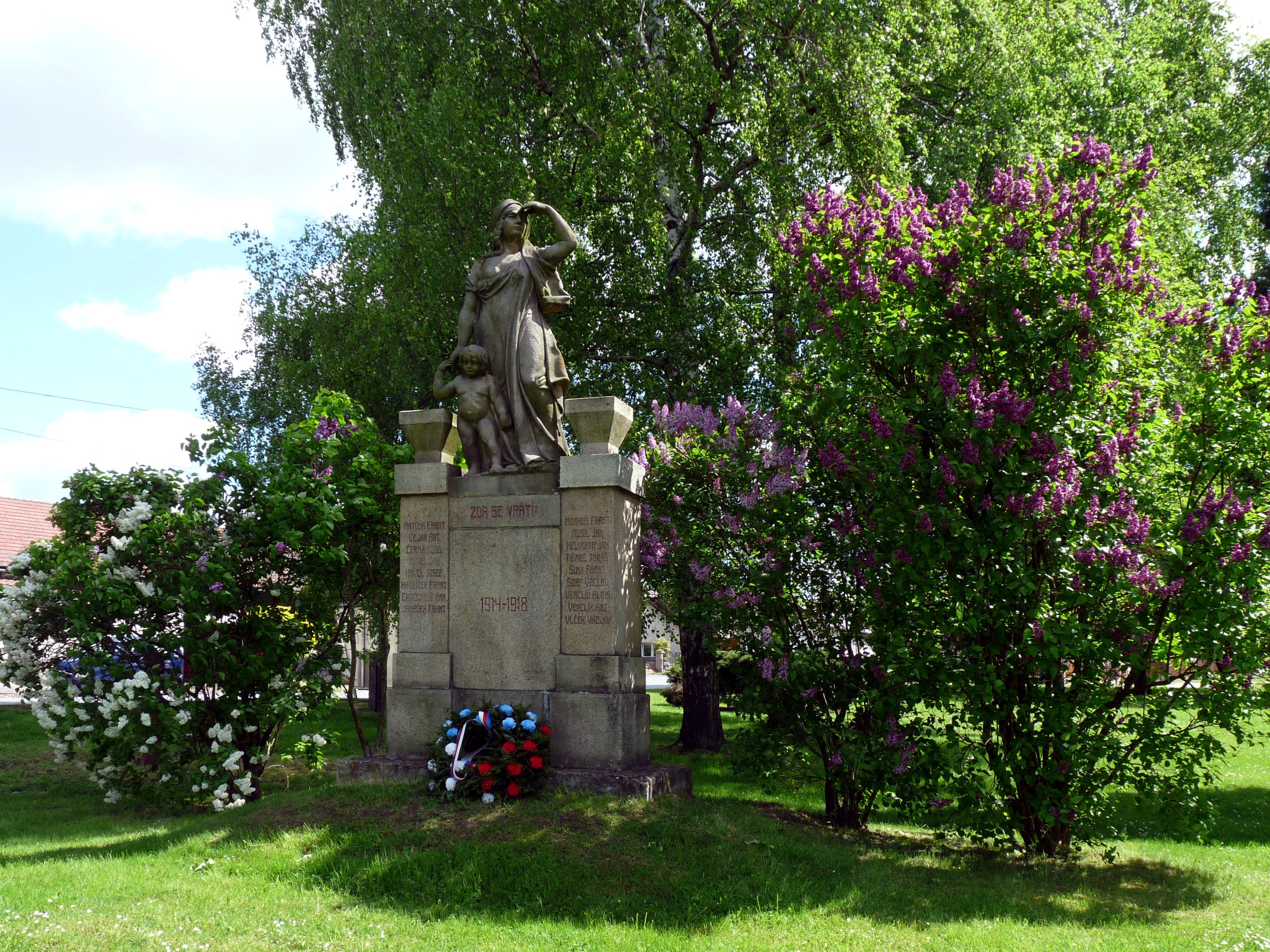
Pomník obětem 1. světové války
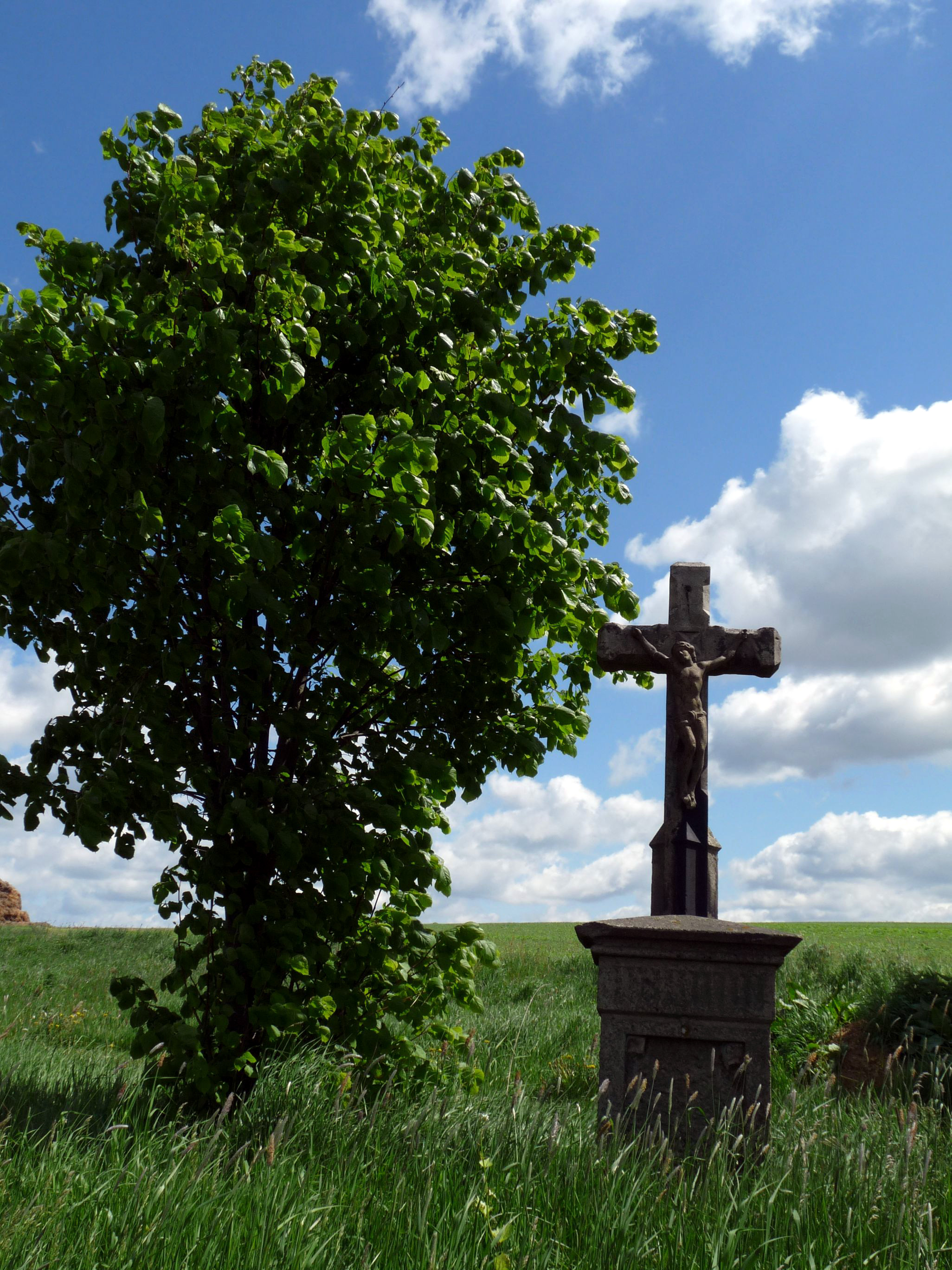
Kříž u hasičského hříště
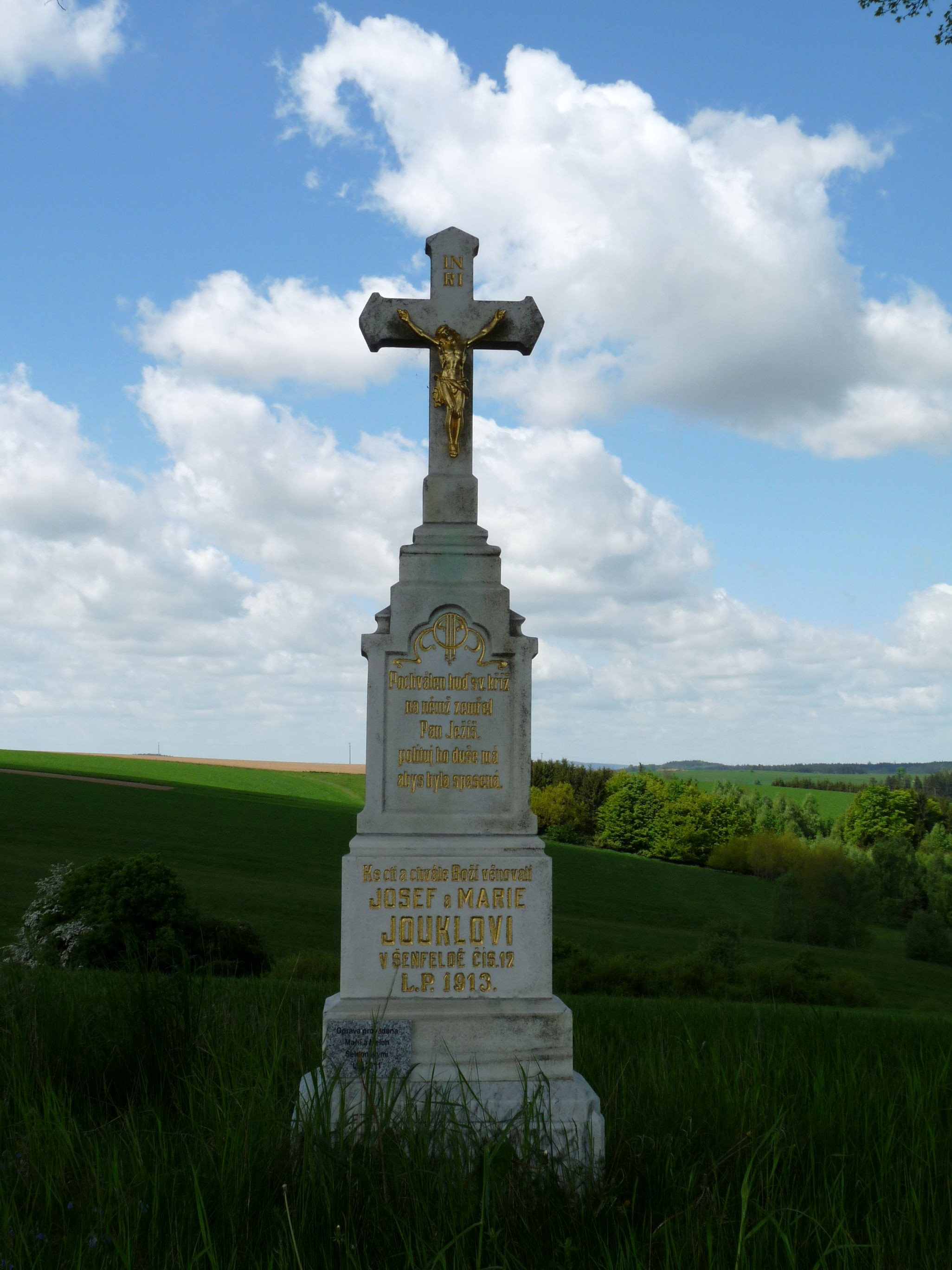
Kříž u cesty k Macourovu

## Části obce
- Žižkovo Pole
  - Samotín (součást ZSJ Žižkovo Pole)
- Macourov

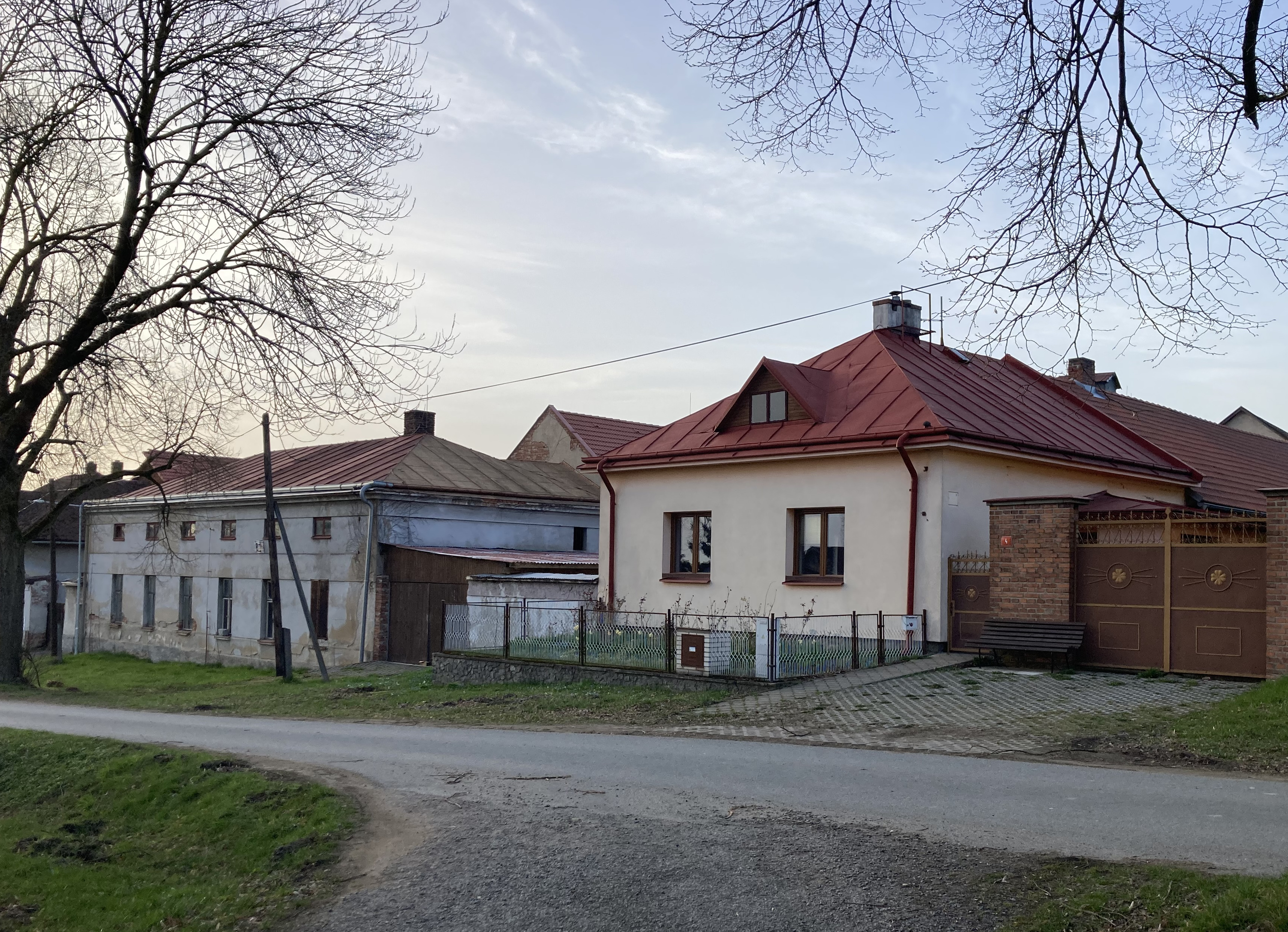
Žižkovo Pole čp. 4 a 111
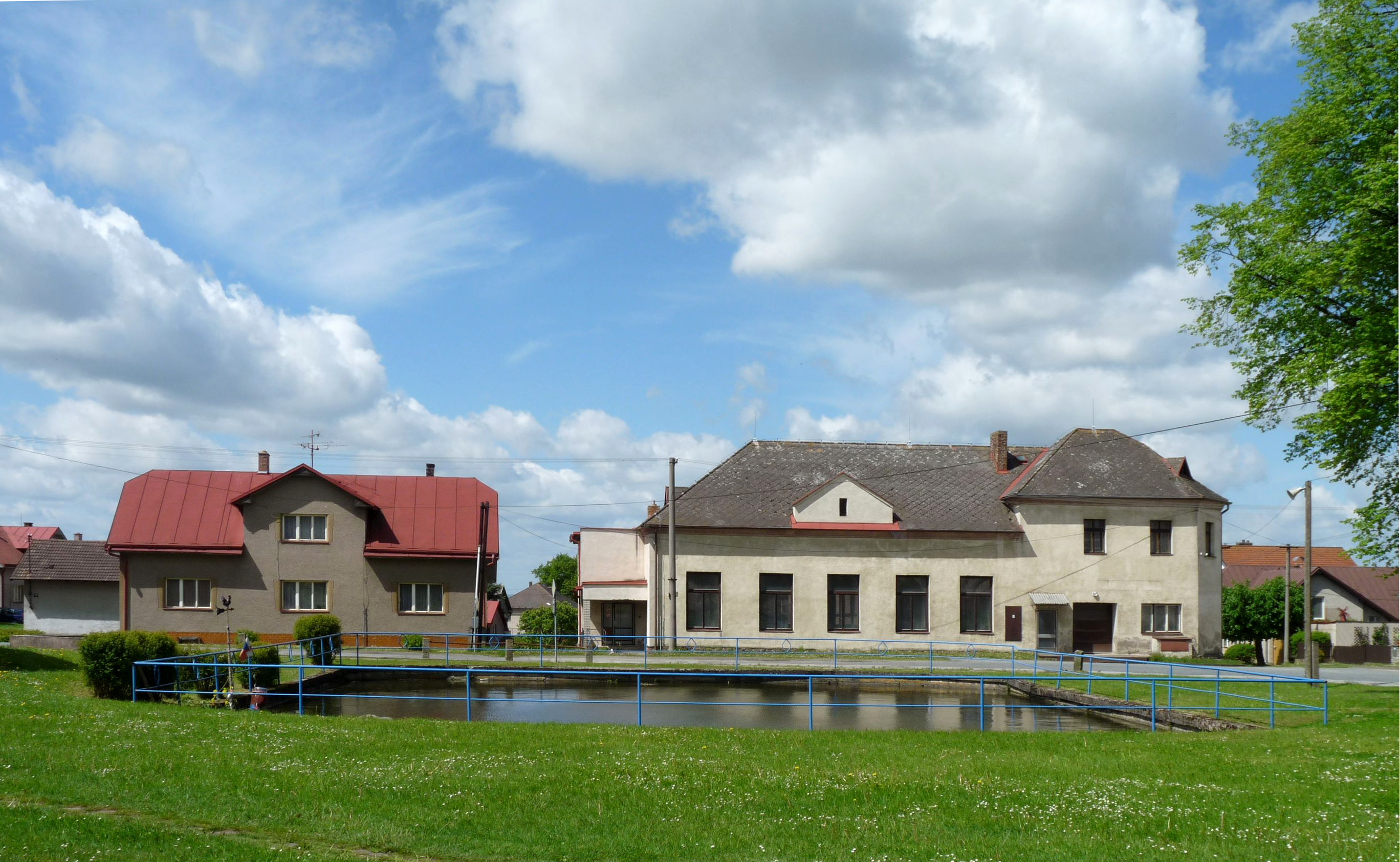
Žižkovo Pole čp. 129 a 26
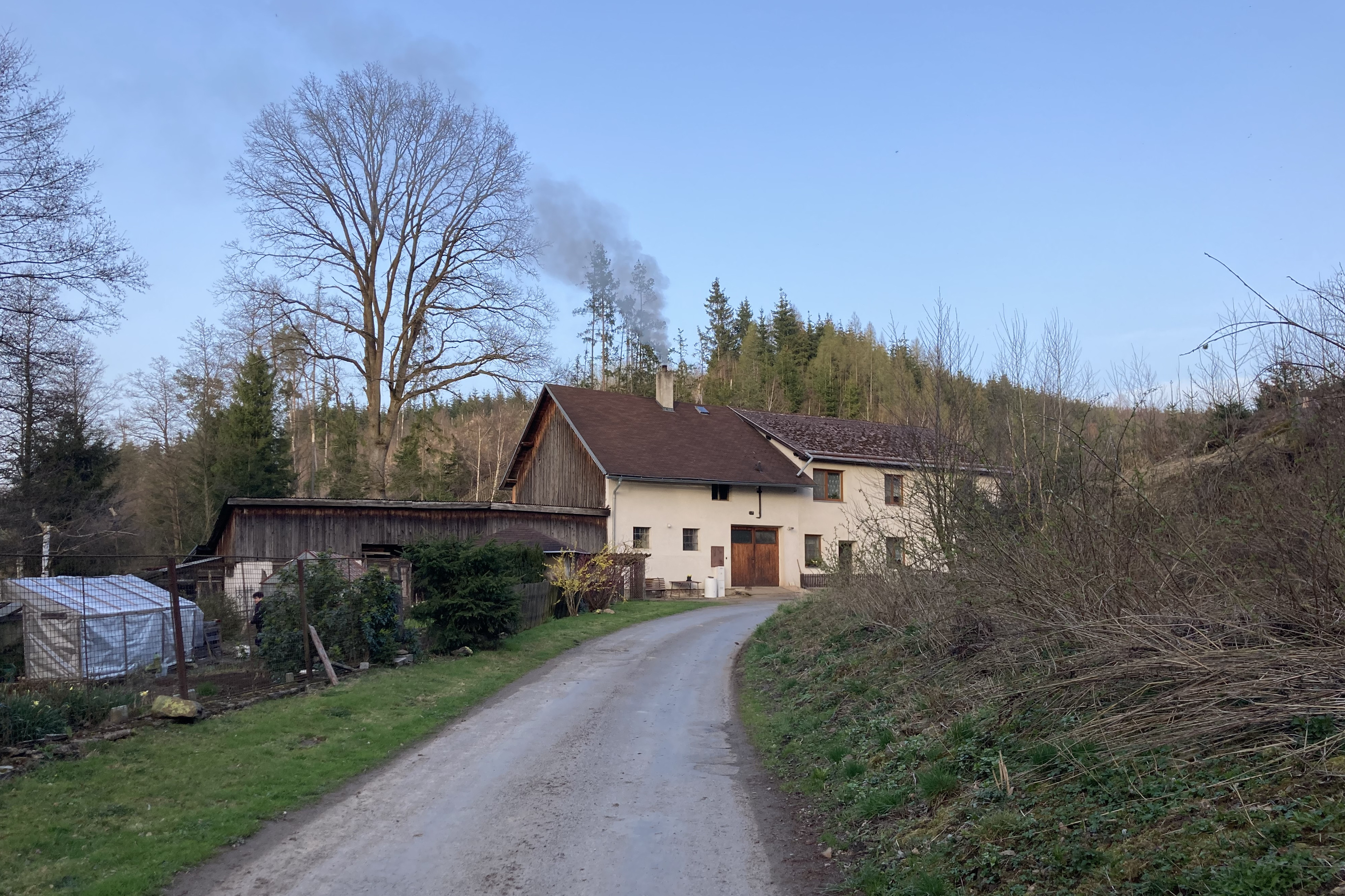
Samota Zádušní Mlýn